# 吉岡茉祐
吉岡茉祐（日语：／ Yoshioka Mayu，1995年11月7日—），是日本的女性声優。81 Produce GREEN LEAVES所属。大阪府出身。原劇團向日葵大阪支部團員。

## 演出作品
※粗體字為擔任該作品之主要角色

### 電視動畫
2014年
- Wake Up, Girls!（島田真夢）
- 花舞少女（學生）
- 日常生活中的異能戰鬥（店員）

2015年
- 黑客人偶（路人偶像、可愛粉紅）

2016年
- HUNDRED百武裝戰記（霧島櫻）
- Anne Happy ♪（江古田莲）
- TABOO TATTOO－禁忌咒紋－（女學生D）

2017年
- 戀愛暴君（田徑社員、小時候的青司、泳裝女子、婦人）
- 從零開始的魔法書（女孩子）
- 不起眼女主角培育法♭（女孩子）
- 狂賭之淵（女學生）
- 異世界食堂（魔術師）
- 帶著智慧型手機闖蕩異世界。（愛兒）
- Wake Up, Girls! 新章（島田真夢）

2018年
- 夢王國與沉睡中的100位王子殿下（小孩A）
- RELEASE THE SPYCE（藥局從業員、女性客、小孩）
- 火之丸相撲（女子、小學生時代的沙田）

2019年
- 動物朋友2（加州海獅）
- 魔法水果籃（女學生）
- 我們真的學不來！（女學生B）
- COP CRAFT（緹拉娜·艾克澤蒂利卡[2]）

2025年
- 使人誤解的工房主～關於原英雄隊伍的雜役人員，實際上除了戰鬥能力外全是SSS的故事～（班達娜[3]）

### 劇場版動畫
2014年
- Wake Up, Girls!七位偶像（島田真夢）

2025年
- 劇場版 世界計畫 崩壞的世界與無法歌唱的初音未來（桐谷遙[4]）

### 遊戲
2013年
- Wake Up, Girls! 舞台天使（島田真夢）

2014年
- 東京七姐妹（鰐淵江藻兒[5]）

2015年
- Wake Up, Girls! 拼圖天使（島田真夢[6]）
- 奇蹟女孩歌舞祭典（島田真夢）
- 叛逆之刃（戴妮雅）[7]

2016年
- 團團小怪獸（眠玉）
- 奇想之戰（ディーヴァ レナ[8]）
- 勇氣之劍×火焰之魂（ランペイジ[9]）
- SOUL REVERSE ZERO（初芽、ネフェルタリ、イレアナ、ヘルムヴィーゲ、デボラ）

2017年
- 再見吧武器（日向）
- 塔亰Clanpool（連奏蓮實）

2018年
- Triple Monsters（艾瑪[10]）
- 格林筆記 Repage（皮諾丘）
- 格溫泉女孩 湯之花收藏（飯坂真尋[11]）
- Wake Up, Girls! 新星天使（島田真夢[12]）
- 編隊少女（カトリナ・アッカーマン）

2019年
- 新櫻花大戰（西城樹[13]）

2020年
- 閃耀幻想曲（江古田蓮）
- 22/7 音樂的時間（丸之內薰子[14]）
- 世界計畫 繽紛舞台！ feat.初音未來（桐谷遙）

### 電視連續劇
- 迷宮先生 第3系列第7話『生存者1名！完全犯罪之女！！空白的30分』（朝日電視台、2004年8月12日）飾演 幼少期的小川美月[15]
- 孤身一人的你 〜a gift for every one〜（每日放送、2007年2月16日）飾演 13歲當時的高原櫻[15]
- 遺品整理人 谷崎藍子Ⅲ〜第48年的證人〜（TBS、2012年11月5日）飾演 小出玲子

### 廣告
- 小豆手延素麺「島之光」（2012年）[16]

### 音樂CD
| 發售日   | 名稱                                          | 演唱名義 | 歌曲名稱                           | 備註                                         |
| 2014年   | 2014年                                        | 2014年 | 2014年                             | 2014年                                       |
| -------- | --------------------------------------------- | --- | ---------------------------------- | -------------------------------------------- |
| 3月26日  |                                               | I-1club（吉岡茉祐、加藤英美里、大坪由佳、津田美波）                                                                              | 「」                               | 劇場版動畫《Wake Up, Girls! 七位偶像》插入曲 |
| 3月28日  | Wake Up, Girls! BD第1卷特典CD                 | 光塚歌劇團（吉岡茉祐、青山吉能）                                                                                                 | 「」                               | 電視動畫《Wake Up, Girls!》插入曲            |
| 9月3日   | Wake Up, Girls!character song series 島田真夢 | 島田真夢（吉岡茉祐） | 「」                               | 《Wake Up, Girls!》角色歌                    |
| 9月3日   | Wake Up, Girls!character song series 島田真夢 | 島田真夢（吉岡茉祐） | 「 mayu ver.」                     | 網路動畫《Wake Up, Girl ZOO!》角色歌         |
| 2015年   |                                               | |                                    |                                              |
| 5月20日  | H-A-J-I-M-A-L-B-U-M-!!                        | 4U［佐伯雛（長繩麻理亞）、鱷淵江藻兒（吉岡茉祐）、九條梅（山下真美）］                                                           | 「」 「Hello...my friend」         | 社群遊戲《東京七姐妹》                       |
| 10月28日 | t7s HALLOWEEN EP                              | 4U［佐伯雛（長繩麻理亞）、鱷淵江藻兒（吉岡茉祐）、九條梅（山下真美）］                                                           | 「TREAT OR TREAT?」                | 社群遊戲《東京七姐妹》                       |
| 2016年   |                                               | |                                    |                                              |
| 2月17日  | 黑客人偶 黑客歌曲4号                          | 菖蒲（吉岡茉祐） | 「Only My World」                  | 電視動畫《黑客人偶》角色歌                   |
| 5月25日  | PUNCH☆MIND☆HAPPINESS                          | Happy Clover［花小泉杏（花守由美里）、雲雀丘瑠璃（白石晴香）、久米川牡丹（安野希世乃）、萩生響（山村響）、江古田蓮（吉岡茉祐）］ | 「PUNCH☆MIND☆HAPPINESS」           | 電視動畫《Anne Happy ♪》片頭曲               |
| 5月25日  | PUNCH☆MIND☆HAPPINESS                          | Happy Clover［花小泉杏（花守由美里）、雲雀丘瑠璃（白石晴香）、久米川牡丹（安野希世乃）、萩生響（山村響）、江古田蓮（吉岡茉祐）］ | 「」                               | 電視動畫《Anne Happy ♪》插入曲               |
| 5月25日  |                                               | Happy Clover［花小泉杏（花守由美里）、雲雀丘瑠璃（白石晴香）、久米川牡丹（安野希世乃）、萩生響（山村響）、江古田蓮（吉岡茉祐）］ | 「」                               | 電視動畫《Anne Happy ♪》片尾曲               |
| 5月25日  | BLOODRED                                      | D-selections（小林龍之、澀谷梓希、若井友希、青山吉能、吉岡茉祐）                                                                 | 「BLOODRED」                       | 電視動畫《HUNDRED百武裝戰記》片頭曲          |
| 5月25日  | EYES ON ME                                    | 艾米莉亞（大久保瑠美）、霧島櫻（吉岡茉祐）                                                                                       | 「EYES ON ME」 「」                | 電視動畫《HUNDRED百武裝戰記》片頭曲          |
| 7月27日  | Jewels Of Love                                | 霧島櫻（吉岡茉祐）、如月花憐（奧野香耶）                                                                                         | 「Jewels Of Love」 「SAND MIRAGE」 | 電視動畫《HUNDRED百武裝戰記》片頭曲          |

### 舞台
- Eschachron（朗读剧，2016年7月10日）

## 外部連結
- （日語）GREEN LEAVES網站簡介 （页面存档备份，存于）
- （日語）改革！@まゆ｜Wake Up, Girls！公式Blog - Ameba （页面存档备份，存于）
- （日語）吉岡茉祐的X（前Twitter）